# سياه مكان كوتشك
سياه مكان كوتشك (بالفارسية: سیاه مکان کوچک) هي مستوطنة تقع في قسم ليراوي الشمالي الريفي (مقاطعة ديلم) في إيران.